# L’incoronazione di Dario
L’incoronazione di Dario, RV 719, ist eine Opera seria (Originalbezeichnung: „Dramma per musica“) in drei Akten von Antonio Vivaldi (Musik) mit einem Libretto von Adriano Morselli. Die Uraufführung fand am 23. Januar 1717 im Teatro Sant’Angelo in Venedig statt.

## Handlung

### „Argomento“
“Morto Ciro monarca de’ Persiani, tre furono li soggetti più ragguardevoli che pretesero la successione all’imperio; Dario chiaro per nobiltà de natali, e per le proprie fortune, ed era egli sostenuto dai satrapi della Persia. Oronte giovane di vago aspetto, ed era costui seguito dalla plebe. Arpago il terzo capitano, il quale veniva assistito dalle milizie. Doveva fra questi pari di forze seguir duro e sanguinoso contrasto, ma Dario sdegnando di spargere il sangue de cittadini, propose agli Emoli, che sospese le armi fosse quello tra loro veramente monarca dell’Asia, che ottenesse per sposa Statira, primogenita di Ciro, il qual consiglio venne approvato dall’oracolo del Sole. S’assicurava ciascheduno de pretensori nel proprio merito, ma più d’ogni altro Dario sperava di conseguir Statira, e con Statira il diadema, perché essendo di lei invaghito, si valeva del mezzo d’Argene, sorella minore di Statira. Ma innamorata Argene occultamente di Dario, e stimolata dall’ambizion di regnare, fondando massime le sue speranze sovra la stolidità della sorella, ch’era difettosa di mente, tentò con vari inganni di turbar questi amori; ma superate finalmente l’opposizioni fu incoronato Dario con Statira, ed Argene per l’atroce delitto severamente punita, confermandosi quella sentenza d’Orazio, che rarò antecedentem scelestum de seruit pede pœna claudo.”

„Nach dem Tod des persischen Königs Ciro erhoben drei Personen Anspruch auf die Thron-Nachfolge: Dario, der sich durch seine edle Abstammung und großes Vermögen auszeichnete, wurde von Persiens Satrapen unterstützt. Der junge gutaussehende Oronte hatte das Wohlwollen des Volks. Der dritte, Hauptmann Arpago, besaß die Unterstützung des Heeres. Die Entscheidung zwischen diesen gleichwertigen Kräften drohte hart und blutig auszufallen. Daher schlug Dario, der das Leben der Einwohner schonen wollte, seinen Mitbewerbern vor, dass die Waffen niedergelegt und derjenige unter ihnen der wahre Herrscher Asiens werden solle, der Statira, die erstgeborene Tochter Ciros, zur Ehefrau gewänne. Diesen Rat billigte auch das Orakel der Sonne. Jeder Bewerber war von seinen eigenen Verdiensten überzeugt, doch mehr als jeder andere hoffte Dario, Statira, und mit ihr die Krone, zu gewinnen, da er von ihr geliebt wurde. Außerdem versicherte er sich der Unterstützung von Argene, Statiras jüngerer Schwester. Argene jedoch, die heimlich in Dario verliebt war, selbst nach der Herrschaft strebte und ihre größte Hoffnung auf die Torheit der Schwester setzte, die unter Geistesschwäche litt, versuchte auf verschiedene Weise diese Liebe zu stören; nachdem endlich die Widerstände überwunden waren, wurde Dario mit Statira gekrönt und Argene für ihre grausamen Verbrechen schwer bestraft, wodurch der Spruch des Horaz bestätigt wurde, dass Strafe selten mit lahmem Fuß einen vorausschreitenden Verbrecher verlassen hat.“

### Kurzfassung
Erster Akt. Im Schlaf erscheint den beiden Töchtern des kürzlich verstorbenen persischen Königs Ciro dessen Geist. Ihr Vormund Niceno beruhigt sie. Dario bemüht sich um die Gunst der älteren Tochter Statira, deren Hand ihm den Thron sichern könnte. Während Statira, die unter Geistesschwäche leidet, ihn kaum versteht, verliebt sich ihre Schwester Argene in ihn und beschließt, die Macht an sich zu reißen. Auch der Militärführer Arpago und der vom Volk geachtete Oronte streben nach der Königswürde. Da der Machtkampf blutig zu werden droht, schlägt Dario vor, den Thron mit der Hand Statiras zu verbinden. Oronte muss sich seiner früheren Geliebten Alinda erwehren, die ihn zurückgewinnen will. Niceno stellt fest, dass er in sein Mündel Statira verliebt ist. Die beiden kommen sich beim Singen einer Kantate etwas näher. Argene verbündet sich mit Niceno, um Darios Ansprüche auf Statira zu sabotieren. Sie wollen ihr weismachen, dass Dario untreu sei.
Zweiter Akt. Argene verspricht Dario zum Schein ihre Unterstützung bei seiner Werbung um Statira. Sie diktiert ihm unter einem Vorwand einen Liebesbrief, den sie durch ihre Vertraute Flora Statira vorlegt. Er soll Darios Untreue beweisen. Die einfältige Statira hat jedoch keine Erfahrung in Liebesdingen und stört sich nach einem kurzen Moment der Eifersucht nicht weiter daran. Ein Orakel bekräftigt Darios Vorschlag, dass Statiras Ehemann Ciros Nachfolger werden soll. Arpago und Oronte stellen sich ihr vor, und beide erhalten ihre Zustimmung. Niceno versichert Statira, dass sie sich beliebig viele Liebhaber nehmen könne. Argene versucht vergeblich, Dario zu verführen und anschließend noch einmal bei ihrer Schwester zu denunzieren. Dennoch verspricht Statira auch Dario die Ehe. Als dieser von seinen ebenso erfolgreichen Rivalen erfährt, schwört er ihnen Rache.
Dritter Akt. Oronte und Arpago stellen fest, dass sie nicht die einzigen erfolgreichen Bewerber um den Thron sind, und geraten in Streit. Da Statira sie nicht beschwichtigen kann, entzieht sie ihnen ihre Zusage wieder. Mit Nicenos und Floras Hilfe setzt Argene einen heimtückischen Plan um: Sie lockt Statira aus der Stadt, wo angeblich ihre Hochzeit mit Dario stattfinden soll. Dort soll sie ausgesetzt und von wilden Tieren gefressen werden. Durch eine Unvorsichtigkeit Argenes erfährt Dario davon und folgt ihr. Niceno schickt Flora zurück in die Stadt und erklärt Statira, dass sie ihm nun ausgeliefert sei. Dario kann sie jedoch befreien. Sie akzeptiert seine Liebe nun und kehrt mit ihm zurück in die Stadt. Dort hat Argene inzwischen die Macht an sich gerissen und beginnt eine Gewaltherrschaft. Dario und Statira können das Schlimmste verhindern. Argenes Intrigen werden offengelegt und sie selbst festgenommen. Oronte findet wieder zu Alinda. Alle bejubeln das neue Königspaar Dario und Statira.

### Erster Akt
(Von der Partitur abweichende Szenennummern des Librettos in eckigen Klammern)
Königliches Gemach mit zwei Betten
Szene 1. Der Geist des verstorbenen Königs Ciro fordert seine schlafenden Töchter Statira und Argene auf, nicht länger um ihn zu trauern (Accompagnato: „Figlie tergete i lumi, assai di pianto“).
Szene 2. Die beiden Prinzessinnen schrecken aus dem Schlaf auf und erzählen ihrem herbeieilenden Vormund Niceno von ihrem Traum. Niceno beruhigt sie: Ihr Vater lebe nun bei den Sternen und habe dort seinen Thron eingenommen (Duett Statira/Argene: „Cessi il pianto e il riso torni“).
Szene 3. Die Hofdame Flora teilt den beiden mit, dass Dario eine Audienz wünsche. Niceno rät ihnen, bei Besuchen von Männern vorsichtig zu sein, da sie versuchen würden, ihre Gefühle auszunutzen. Statira verspricht daraufhin, die Juwelen zu verstecken.
Szene 4. Dario macht Statira den Hof. Während diese seine Rede aufgrund ihrer geistigen Behinderung kaum versteht, verliebt sich Argene sofort in ihn. Trotz ihrer Eifersucht verspricht sie Dario, sich bei ihrer Schwester für ihn einzusetzen. Dario dankt ihr überschwänglich (Arie Dario: „Sarà dono del tuo amore“).
Szene 5. Argene und Flora sehen in Dario einen würdigen Nachfolger Ciros. Argene beschließt, alles zu unternehmen, um ihn für sich selbst zu gewinnen und den Thron an sich zu reißen (Arie Argene: „D’un bel viso in un momento“).
Szene 6. Flora will Argene folgen, da sie eine Heimtücke vermutet. Sie wird jedoch von Statira aufgehalten. Statira will wissen, was Dario gemeint habe, als er sie als Gefährtin für sein Bett und sein Reich erwählte, und was er konkret von ihr erwarte. Flora erklärt, dass sie die königliche Krone tragen müsse, damit das Volk sie respektiere. Außerdem müsse sie ihren treuen Untertanen Geschenke und Gefälligkeiten gewähren und ihren Gatten lieben. Statira versteht noch nicht alles. Sie verspürt aber bereits einen „gewissen Schmerz“, den sie für eine Trügerei Amors hält (Arie Statira: „In petto hò un certo affanno“).
Szene 7. Flora sorgt sich um die naive Statira (Arie Flora: „Arma il cor di bel coraggio“).
Hof; an der Seite ein Baldachin mit einer Statue des gekrönten Ciro
Szene 8. Hauptmann Arpago bekräftigt vor seinen Soldaten seinen Anspruch auf die Hand Statiras und den Thron und verspricht ihnen Reichtümer und dem Volk ein gutes Leben. Er greift nach der Krone der Statue, um sie sich selbst aufzusetzen. In diesem Moment erscheint Oronte und entreißt ihm die Krone.
Szene 9. Oronte besteht darauf, dass ihm selbst die Krone gebühre. Beide greifen zu ihren Schwertern und kämpfen gegeneinander. Auch zwischen Arpagos Soldaten und dem umstehenden Volk brechen Handgemenge aus (Sinfonia per il combattimento).
Szene 10. Dario tritt zwischen die Kämpfenden und fordert sie zum Waffenstillstand auf. Um das Leben unschuldiger Bürger nicht zu gefährden, soll der Himmel anhand von Opfergaben entscheiden, wer von ihnen die Kronprinzessin und das Reich erhalten wird. Die drei schwören, den Frieden zu halten. Arpago prahlt damit, dass er gewinnen werde (Arie Arpago: „Cinto il crin di verde alloro“).
Szene 11. Dario verachtet den überheblichen Arpago. Er hofft auf die Liebe der Prinzessin (Arie Dario: „Chi vantar può il suo valore“).
Szene 12. Auch Oronte ist zuversichtlich. Da erscheint seine von ihm verlassene frühere Geliebte Alinda, die ihm in die Hauptstadt gefolgt ist, um ihn zurückzugewinnen. Oronte weist sie brüsk zurück (Arie Oronte: „Lasciami lasciami in pace“).
Szene 13. Alinda ist erschüttert über Orontes grobes Verhalten. Sie fühlt sich gezwungen, seine Beschimpfungen zu ertragen, und beklagt sich über die sozialen Einschränkungen, denen die Frauen unterliegen (Arie Alinda: „Se si potesse amar“).
Das Gemach Nicenos mit Globen, Büchern sowie chemischen, mathematischen und musikalischen Instrumenten
Szene 14. Niceno komponiert mit Hilfe seines Violoncellos (eigentlich eine „Viola all’Inglese“ bzw. Viola da gamba) eine Kantate. Dabei muss er an Statira denken, die er insgeheim liebt.
Szene 15 [14f]. Statira hört Niceno eine Weile unbemerkt zu (Arioso Statira: „Godi pur de’ tuoi diletti“) und tritt dann hervor. Sie singen gemeinsam Nicenos Kantate, wodurch Statira unwissentlich seine Liebesgefühle bestätigt (Statira: „Ardo tacito amante e, il foco moi“ – Statira: „L’adorar beltà, che piace“). Sie bittet ihn, ihr zur Seite zu stehen, wenn sie mit Dario verheiratet ist, den sie für einen trügerischen Liebhaber hält (Statira: „L’occhio, il labro, il seno, il core“).
Szene 16 [15]. Argene teilt Niceno mit, dass sie selbst den Thron mit Dario besteigen wolle. Er soll ihrer Schwester einreden, dass Dario seine Liebe lediglich vortäusche. Da dies auch Nicenos eigenen Wünschen entspricht, ist er einverstanden. Argene verspricht ihm eine großzügige Belohnung und beruhigt ihr eigenes Gewissen (Arie Argene: „Affetti del cor mio non vi condanno“).
Szene 17 [17]. (Urfassung: längeres Rezitativ) Nicenos Gefühle schwanken zwischen Hoffnung auf Liebeserfüllung und Furcht (Arie Niceno: „Qual’è à l’onte dè venti sul monte“).

### Zweiter Akt
Argenes Gemächer
Szene 1. Während er auf Argene wartet, besingt Dario sein Liebesleid (Arioso Dario: „Cessa Tiranno amor“). Als sie eintrifft, erkundigt er sich sofort nach Statira. Das weckt Argenes Eifersucht, und sie deutet an, dass sie selbst ebenfalls verliebt sei. Dann teilt sie Dario mit, dass Statira ein Herz aus Stein habe. Sie werde sich aber weiterhin bemühen, es zu erweichen. Sie bittet Dario, für sie einen Brief an ihren Angebeteten zu schreiben, da ihre Hand zu sehr zittere.
Szene 2. Nachdem Flora einen Stuhl gebracht hat, beginnt Argene mit dem Diktat des Liebesbriefs. Zwischendurch flüstert sie Flora zu, was sie damit eigentlich beabsichtige. Bevor er sich verabschiedet, dankt Dario ihr für ihre Hilfe bei Statira (Arie Dario: „Placami la mia bella“).
Szene 3. Argene trägt Flora auf, ihrer Schwester den Brief zu zeigen und dabei zu erwähnen, dass er für sie selbst bestimmt war. Sie soll glauben, dass Dario ihr untreu sei (Arie Argene: „Fermo scoglio in mezzo al mare in mezzo al mare“).
Szene 4. Als Flora ihr den Brief bringt, schwört Statira Dario fürchterliche Rache für seine vermeintliche Untreue (Arioso Statira: „Dalle furie tormentata“). Doch dann erkennt sie, dass es ihr eigentlich egal ist. Dario und ihre Schwester dürfen gerne ein Paar werden. (Von einer Arie der Urfassung ist nur der Schluss erhalten.)
Szene 5. Flora glaubt, dass Statira nicht in der Lage ist, die Ursache ihres Schmerzes zu erkennen (Arie Flora: „Lo spietato crudo amore“).
Weites Gelände, auf dem sich die Perser versammeln, um die Sonne anzubeten; an einer Seite ein Pavillon
Szene 6. Dario, Oronte und Arpago beten um eine Offenbarung, wer von ihnen das Reich regieren soll (Arioso Dario/Oronte/Arpago: „Lampa eterna, eterna face“). In einer von Licht umhüllten Kugel erscheint Apollo und verkündet, dass derjenige den Thron besteigen werde, der Ciros ältere Tochter heirate (Accompagnato Orakel: „Quello che la figlia maggior“). Alle drei Anwärter und besonderes Oronte sind zuversichtlich, dieses Ziel zu erreichen (Arie Oronte: „Non mi lusinga vana speranza“).
Szene 7. Niceno bereitet Statira darauf vor, die Bewerber zu empfangen. Sie ist sich über ihre eigenen Gefühle noch immer nicht im Klaren und weiß nicht einmal, ob und auf wen sie eifersüchtig sein sollte.
Szene 8. Als erster stellt sich Arpago vor und weist auf seine Loyalität im Krieg hin. Mit Nicenos Zustimmung reicht Statira ihm ihre Hand. Arpago wähnt sich bereits als Sieger (Arie Arpago: „Mi và scherzando in sen“).
Szene 9. Oronte gefällt Statira ebenfalls, und sie reicht auch ihm die Hand, zumal Niceno ihr versichert, dass sie sich so viele Liebhaber nehmen könne, wie sie wolle.
Szene 10. Alinda tritt hervor und bittet Statira, Oronte ihr zu überlassen. Statira beruhigt sie und zieht sich mit Niceno zurück (Arie Statira: „Sereno il fosco nubilo“).
Szene 11. Alinda versichert Oronte ihrer ungebrochenen Liebe. Oronte bleibt jedoch bei seiner Ablehnung (Arie Oronte: „Se fui contento“).
Szene 12. Alinda leidet unter der Zurückweisung, kann Oronte aber immer noch nicht aufgeben (Arie Alinda: „Io son quel augelletto“).
Argenes Zimmer mit einem Pavillon
Szene 13. Argene sehnt sich nach Dario (Arioso Argene: „Dario amato, e dove sei?“).
Szene 14 [13f]. Als Flora dessen Ankunft meldet, lässt Argene ihn sofort vortreten, obwohl sie noch nicht angekleidet ist. Sie hofft, dadurch seine Gefühle zu wecken.
Szene 15 [14]. Nachdem Dario eingetreten ist, gibt Argene vor, sich zu erschrecken, und beschimpft Flora für ihren angeblichen Fehler.
Szene 16 [14f]. Argene gelingt es nicht, Dario ihre Liebe zu erklären, da seine Gedanken ausschließlich auf Statira gerichtet sind.
Szene 17 [15]. Argene versichert Dario, dass sie ihm so dienen werde, wie es ihre Gefühle für ihn gebieten. Sie teilt Statira mit, dass Dario ihrer nicht wert sei, da er sie selbst liebe. Statira beschimpft Dario entsprechend und erklärt, Argenes Aufforderung und Nicenos Rat folgend, dass sie keine Gefühle für ihn habe. Da Dario jedoch weiter um sie wirbt, fasst Statira einen spontanen Entschluss und reicht ihm ihre Hand. Dario dankt Argene glücklich für ihre Hilfe. Argene ist weniger zufrieden mit diesem Ergebnis ihrer Intrige (Arie Argene: „Sarà tua la bella sposa“).
Szene 18 [16]. Dario schwört Statira seine Liebe und ist schockiert, als sie ihm mitteilt, dass sie Arpago und Oronte bereits dasselbe Versprechen gegeben hat. Statira versteht seinen Zornesausbruch nicht (Arie Statira: „Se palpitarti in sen“).
Szene 19 [17]. Dario wendet sich wütend an Niceno. Der schiebt die Schuld an dem Durcheinander auf Statiras Geistesschwäche und bittet ihn um Nachsicht (Arie Niceno: „Non lusinghi il core amante“).
Szene 20 [18]. Dario schwört seinen Rivalen Rache (Arie Dario: „Perderò perderò la bella mia“ bzw. in der Urfassung „Col furor ch’in petto io serbo“).

### Dritter Akt
Hof mit zwei Treppen, die zum Palast führen
Szene 1. Oronte und Arpago schreiten jeweils mit Zepter, Krone und Gefolge die Palasttreppen herab, wo sie aufeinandertreffen. Jeder glaubt, Statira habe sich für ihn entschieden, und wirft dem anderen Thronraub vor (Arioso Oronte/Arpago: „Col fulgor di sacro alloro“). Statira versucht, sie zu besänftigen, indem sie jedem einzeln ihre Heiratsabsichten bekräftigt. Da dies nicht zum gewünschten Erfolg führt, entreißt sie ihnen die Zepter und wirft sie zu Boden. Die beiden ziehen sich enttäuscht zurück (Arie Arpago: „V’ubbidisco amate stelle“).
Szene 2. Argene belauscht Niceno und Flora, die Statira (im geheimen Auftrag Argenes) mitteilen, dass sich Dario beruhigt habe und die Hochzeit noch heute stattfinden solle. Damit sie nicht von Oronte und Arpago gestört werden, erwarte er sie in einem Garten außerhalb der Stadtmauern. Statira freut sich darauf (Arie Statira: „Sentirò fra ramo, e ramo, fra ramo, e ramo“).
(Urfassung: Szene 3. Argene bittet Flora, Statira zu folgen.)
Szene 4 [3]. Argenes Plan sieht vor, Statira in die Irre zu leiten und den wilden Tieren im Wald zu überlassen. Sie offenbart dem noch immer wütenden Dario ihre Liebe. Der geht zum Schein darauf ein und behauptet, dass er Statira lediglich der Krone wegen heiraten wolle. Daraufhin erzählt ihm Argene, dass Statira ihr Geburtsrecht aufgegeben und die Stadt verlassen habe. Dario macht sich sofort auf die Suche nach ihr.
Szene 5 [4]. Argene erzählt Oronte, der sich noch immer Alindas erwehren muss, dass Statira und Dario geflohen seien und sie selbst die Macht ergreifen wolle. Oronte solle mit ihr zusammen herrschen. Alinda will dies natürlich verhindern (Arioso Alinda: „Se speri di bacciar que gl’occhi“). Da erklärt Argene, dass sie alle ihre Rechte an Alinda abtreten werde. Alinda ist besänftigt. Argene flüstert Oronte allerdings zu, dass er Alinda töten müsse, wenn er regieren wolle (Arie Argene: „Se pensi ch’io bacciar voglia“).
Szene 6 [5]. Da Oronte ihr versichert, dass er Argenes Wunsch befolgen werde, schwelgt Alinda in Vorfreude (Arie Alinda: „Amorosa la mia speme“).
Szene 7 [6]. Oronte ist bereit, Alinda für den Thron zu opfern (Arie Oronte: „Crudeltà che m’è Tiranna“).
Ein kleines Dorf
(In der Partitur ist nur der Anfang des gestrichenen Rezitativs der Szene 8 erhalten. Eine Szene 9 fehlt dort. Die Rolle des ursprünglich in Szene 10 auftretenden Bauern Coriolo und seine Arie wurden ebenfalls gestrichen.)
Szene 10 [7]. Da Statira müde geworden ist, schlägt Niceno eine Rast vor. Er schickt Flora zurück zum Palast.
Szene 11 [8].  Niceno erklärt Statira, dass sie sich nun in seiner Gewalt befinde und für den Rest ihres Lebens mit ihm zusammen im Wald leben müsse. In diesem Moment erscheint Dario. Niceno versucht zu fliehen, wird aber gefangen genommen.
Szene 12 [9]. Dario überlässt Statira die Wahl der Strafe für Niceno. Sie befiehlt, ihn mit dem Schwert durch das Herz an einen Baumstamm zu nageln, aber darauf zu achten, dass er dabei nicht stirbt. Da dies unmöglich ist, lässt sie ihn laufen.
Szene 13 [10]. Dario erzählt Statira, dass er Flora im Unterholz gefunden und von ihr wichtige Geheimnisse erfahren habe. Um den Thron zu erlangen, müsse Statira nur noch seine Liebe erwidern. Statira akzeptiert, und beide besingen ihre Liebe (Duett Statira/Dario: „Pur t’abbraccio pur t’annodo“).
Ein Platz
Szene 14 [11]. Argene verkündet dem Volk, dass ihre Schwester gestorben sei und sie selbst jetzt die Herrschaft übernehme.
Szene 15 [12]. Argene lässt Alinda in Ketten legen (Arie Alinda: „A me ceppi? A me catene?“).
Szene 16 [13]. Argene befiehlt, auch Arpago festzunehmen. [Urfassung: Sie will ihn eigenhändig töten, und Oronte soll gleichzeitig Alinda hinrichten. Trotz seiner Gewissensbisse ergreift Oronte sein Schwert. Trompetensignale unterbrechen die Hinrichtung.]
Szene 17 [14]. Dario und Statira eilen auf den Platz. Dario lässt die Gefangenen frei, offenbart Argenes Taten und lässt sie selbst gefangen nehmen. Argene bereut lediglich, dass sie ungerächt bleibt und nicht ruchlos genug war (Arie Argene: „Ferri, ceppi, sangue, morte“).
Szene 18 „ultima“ [15]. Arpago und Oronte verzichten auf ihre Thronansprüche und bitten um Vergebung. Oronte erhält auch die Verzeihung Alindas. Statira erkennt erstaunt, dass sie jetzt Braut ist und an Darios Seite herrschen wird. Alle preisen den neuen König (Chor: „Rinforzi la gioia il suon delle trombe“).

## Werkgeschichte
Antonio Vivaldi verwendete für seine Oper L’incoronazione di Dario ein älteres Libretto von Adriano Morselli. Dessen Erstvertonung stammt von Domenico Freschi. Sie wurde am 1. April 1684 im Teatro Sant’Angelo in Venedig uraufgeführt und in den folgenden Jahren auch in Mailand und Vicenza gezeigt. Auch die Komponisten Giacomo Antonio Perti (Bologna 1686) und Giuseppe Aldrovandini (Neapel 1705) vertonten Fassungen dieses Texts. Die von Vivaldi genutzte Fassung wurde laut Vorwort lediglich an die modernen Theater-Gepflogenheiten und die Besetzung angepasst.:195 Dabei entfernte der Bearbeiter einige erotisch explizite Formulierungen. Anstelle der Hofdame Flora gab es in der Ursprungsfassung einen Diener namens Floro.:198 Obwohl die Änderungen insgesamt drei Viertel der Arientexte betreffen, wirkt das Libretto als Ganzes altmodisch und verspielt. Viele Arien haben keine Da-capo-Wiederholung, und die Ensemble-Sätze, etwa die Briefszene oder die von Niceno und Statira gesungene Kantate, entsprechen nicht dem Stil der Zeit. Auch die Anzahl der Charaktere ist ungewöhnlich hoch.:201 Diese Eigenschaften machen das Werk aber auch zu einer der abwechslungsreichsten und attraktivsten Opern Vivaldis. Reinhard Strohm stellte die Vermutung auf, dass es sich bei dem ungenannten Bearbeiter um Domenico Lalli handeln könnte, dem Librettisten von Vivaldis vorjähriger Oper Arsilda, regina di Ponto. Zwar hatte Lalli Vivaldi für die nachträglichen Änderungen an deren Text heftig kritisiert, doch war er möglicherweise noch vertraglich oder anderweitig an das Theater gebunden.:196
L’incoronazione di Dario war dem Titelblatt des Librettos zufolge die dritte Oper der Karneval-Spielzeit des Teatro Sant’Angelo. Eröffnet wurde sie am 28. Dezember mit der Oper Penelope la casta von Fortunato Chelleri. Deren Produktion endete allerdings mit einem Debakel. Bereits eine der ersten Aufführungen musste abgebrochen werden, da die Sänger streikten (sie hatten ihre Gage nicht erhalten) und der das Cembalo spielende Komponist mit der Partitur den Saal verließ. Daraufhin wurde die erfolgreiche Arsilda kurzfristig wieder ins Programm genommen. Am 31. Dezember befahl der Rat der Zehn den Sängern, ihre Arbeit für den Rest der Spielzeit wieder aufzunehmen. Die Einnahmen wurden per Verfügung beschlagnahmt, und am 5. Januar erhielt Chelleri die Anweisung, die Partitur herauszurücken. Diese Vorfälle wurden in einer anonymen Satire aufgenommen, deren Autor sich schmähend über Vivaldis finanzielle Verhältnisse äußerte, aber auch seine Fähigkeiten an der Violine hervorhob: „Der Prete Rosso bereitet sich mit der dritten Oper vor, doch weiß ich nicht, ob er genug Geld verdient hat, um sein Abendessen bezahlen zu können. Aber er ist ein großer Instrumentalist [‚sonatore‘] und erzeugt mit seinem Bogen Wunder, weshalb er in wenigen Stunden allen eine Lektion erteilen kann.“
Die Uraufführung von L’incoronazione di Dario fand am 23. Januar 1717 statt. Es sangen Annibale Pio Fabbri (Dario und Schatten Ciros), Anna Dotti (Statira), Anna Maria Fabbri (Argene), Angelo Zannoni (Niceno), Teresa Cotte (Alinda), der Kastrat Carlo Cristini (Oronte), Antonia Pellizzari (Arpago) und Rosa Mignatti (Flora). Die Stimme des Orakel übernahmen Angelo Zannoni oder Lucrezio Borsari. Die Bühnenbilder stammten von Bernardo Canal und seinen Söhnen.:193ff Die Zeitung Pallade veneta berichtete, dass die Aufführung großartig über die Bühne ging und Beifall erhielt. Der bereits erwähnten Satire zufolge spielte Vivaldi einige Violinsoli.:195 Zannoni, der Darsteller des Niceno, spielte in der Kantaten-Szene am Ende des ersten Akts auch die „Viola all’inglese“ (Viola da gamba). Er war als Virtuose auf diesem Instrument bekannt.:198
Das Libretto der Oper ist dem Herzog von Guastalla, Antonio-Ferdinando Gonzaga, gewidmet, der in dieser Spielzeit zusammen mit dem Landgrafen Philipp von Hessen-Darmstadt einige Opern besuchte. Letzterer wurde später in Mantua Vivaldis Arbeitgeber.:195 Während Vivaldi im Libretto der Arsilda noch als „celebre virtuoso di violino“ (‚berühmter Violinvirtuose‘) bezeichnet wurde, galt er nun als „celebre compositore di musica“ (‚berühmter Musikkomponist‘).:204
Von der Oper sind sowohl das Kompositionsautograf als auch eine von Vivaldi korrigierte Aufführungskopie erhalten. Das Manuskript enthält besonders im dritten Akt Seiten mit gestrichenen Frühfassungen von Text und Musik. Einige davon erinnern an die Urfassung des Librettos, sind aber nie damit identisch. Offenbar erhielt Vivaldi relativ spät, als er bereits große Teile der Musik fertiggestellt hatte, noch Textänderungen und musste die Partitur entsprechend anpassen.:201
Weitere Produktionen dieser Oper zu Vivaldis Lebzeiten sind nicht belegt.:204 Eventuell gab es eine Wiederaufnahme im folgenden Jahr. Auszüge des Werks wurden später auch im Ausland gespielt.
Auch in neuerer Zeit gab es bereits einige Aufführungen. Im August 1978 stand das Werk auf dem Programm der Musikwoche Siena. Newell Jenkins leitete die Clarion Opera Group New York. 1984 dirigierte Gilbert Bezzina eine Inszenierung von Michel Verschaeve im Kulturhaus von Grasse. Die Garsington Opera spielte das Werk 2008 in einer Inszenierung von David Freeman unter der musikalischen Leitung von Laurence Cummings. Eine konzertante Aufführung unter Ottavio Dantone gab es im Juli 2013 im Cour des Hospices de Beaune. Sie wurde im Radio übertragen. Der Mitschnitt einer Folgeaufführung im September 2013 im Konzerthaus Die Glocke in Bremen wurde auf CD veröffentlicht. Dantone dirigierte 2017 auch eine Produktion des Teatro Regio di Torino, die von Leo Muscato inszeniert wurde. Im Dezember 2013 gab es einige Aufführungen im Teatre Martin von Valencia unter der Leitung von Federico Maria Sardelli in einer Inszenierung von Davide Livermore.

## Gestaltung

### Musik
Vivaldi komponierte die Musik zu L’incoronazione di Dario fast vollständig neu. Lediglich zwei Arien übernahm er mit angepasstem Text aus seiner Oper Arsilda, regina di Ponto: „Io son qual gelsomino“ als „Io son quel augelletto“ (II:12) und „Qual’è à l’onte“ (I:17). „Io son quel augelletto“ und „Crudeltà che m’è Tiranna“ (III:7) verwenden außerdem Musikmaterial aus seinem kurz zuvor entstandenen Oratorium Juditha triumphans.:201
Die Oper enthält viele verkürzte Arien bzw. Arietten ohne Da-capo-Wiederholung, die lediglich vom Basso continuo oder von mit dem Bass colla parte spielenden hohen Streichern begleitet werden. Die Auftrittsarien des Dario „Cessa tiranno amor“ (II:1) und der Argene „Dario amato, e dove sei“ (II:13) entsprechen Eröffnungsstücken von Solokantaten. Sie werden lediglich vom Solo-Cello begleitet. Eine Bassbezifferung fehlt hier.:202
Die Zuordnung der verschiedenen Arientypen zu den einzelnen Charakteren folgt keinem festen Schema. Argene hat vorwiegend spannungsreiche Arien mit gemischtem oder negativem Ausdruck, Statira dagegen häufig kürzere Stücke im älteren Stil sowie mit „Se palpitarti in sen“ (II:18) und „Sentirò fra ramo, e ramo, fra ramo, e ramo“ (III:2) zwei herausragende bildhafte Stücke. Auch die Nebenfiguren Arpago, Flora und Niceno besitzen virtuose Paradestücke. Es gibt zwar keinen festen Tonarten-Plan, aber eine ungewöhnliche Häufung von Stücken in c-Moll und a-Moll. An einer Stelle (II:6–7) folgen drei Arien in a-Moll aufeinander. Häufig gibt es Paarungen zweier zueinander kontrastierender Moll-Arien.:203f
Die Instrumentierung zeigt Vivaldis Fähigkeiten als Komponist von Solokonzerten. In Nicenos „Qual’è à l’onte“ (I:17) illustrieren zwei Oboen den Wellengang des Meeres. Statiras „Se palpitarti in sen“ (II:18) verzichtet auf den Generalbass. Hier umspielen einander zwei Flöten, gedämpfte Violinen, Viola und Violoncello. Die Begleitung von Nicenos Arie „Non lusinghi il core amante“ (II:19) ist auf ein Fagott und ein Violone (eine große tiefe Viola da gamba) reduziert. In Statiras „Sentirò fra ramo, e ramo, fra ramo, e ramo“ (III:2) konzertieren eine Solo-Violine und ein Solo-Violoncello. Ein Trompetenkonzert leitet das Arioso-Duett „Col fulgor di sacro alloro“ zu Beginn des dritten Akts ein.

### Orchester
Die Instrumentalbesetzung der Oper besteht aus Violine solo, „Viola all’Inglese“ (Viola da gamba) solo, Violoncello solo, Fagott solo, zwei Flöten, zwei Oboen, zwei Trompeten, zwei Hörner, Streicher und Basso continuo.

### Musiknummern
Die Oper enthält die folgenden Musiknummern (von der Partitur abweichende Szenennummern des Librettos in eckigen Klammern):
Sinfonia
- 1. Allegro (C-Dur); für Streicher und Basso continuo
- 2. Andante (c-Moll); für Violine I/II, Viola und Basso continuo
- 3. Presto (C-Dur); für Violine I/II, Viola und Basso continuo

Erster Akt
- Szene 1. Accompagnato-Rezitativ (Schatten Ciros): „Figlie tergete i lumi, assai di pianto“ –  für Streicher und Basso continuo ohne Cembalo
- Szene 2. Rezitativ: „Che vidi, oimè! Che vidi!“
  - Duett (Statira, Argene): „Cessi il pianto e il riso torni“ – Allegro (F-Dur); für Streicher und Basso continuo
- Szene 3. Rezitativ: „Dario introdotto esser à voi ricerca“
- Szene 4. Rezitativ: „Di Ciro il Gran Monarca“
  - Arie (Dario): „Sarà dono del tuo amore“ – Allegro (d-Moll); für Streicher und Basso continuo
- Szene 5. Rezitativ: „Languire, ò Dio, mi sento“
  - Arie (Argene): „D’un bel viso in un momento“ – Allegro (G-Dur); für Violinen I/II, Viola/Basso continuo
- Szene 6. Rezitativ: „Flora, Signora, Udiste, e che?“
  - Arie (Statira): „In petto hò un certo affanno“ – Allegro (e-Moll); für Streicher und Basso continuo
- Szene 7. Rezitativ: „Seguire Argene io devo“
  - Arie (Flora): „Arma il cor di bel coraggio“ – Allegro (F-Dur); für Streicher und Basso continuo
- Szene 8. Rezitativ: „Udite, o Persi: A’ me s’è dato in sorte“
- Szene 9. Rezitativ: „Olà che fai? per sostener di Ciro“
  - Sinfonia per il combattimento – Presto (D-Dur); für zwei Trompeten, Streicher und Basso continuo
- Szene 10. Rezitativ: „Guerrieri, Ah deh cessate“
  - Arie (Arpago): „Cinto il crin di verde alloro“ – Allegro (A-Dur); für Streicher und Basso continuo
- Szene 11. Rezitativ: „Quanto costui s’inganna“
  - Arie (Dario): „Chi vantar può il suo valore“ – Allegro (e-Moll); für Violine I/II und Basso continuo
- Szene 12. Rezitativ: „Stolte pretese; mia Statira diverrà“
  - Arie (Oronte): „Lasciami lasciami in pace“ – … (c-Moll); für Violinen I/II und Basso continuo
- Szene 13. Rezitativ: „Così mi sprezza il traditor?“
  - Arie (Alinda): „Se si potesse amar“ – Allegro (A-Dur); für Streicher und Basso continuo; vgl. Claudius römischer Kayser (Hamburg 1726) RV Anh 127a.10
- Szene 14. Rezitativ: „Nell’alme nostre e che non puote amore?“
- Szene 15 [14f]. Rezitativ: „Niceno al Suon?“
  - Arioso (Statira): „Godi pur de’ tuoi diletti“ – Allegro (F-Dur); für Violine solo, Cembalo solo
  - Rezitativ: „Principessa; (ah vista!) Segui, non ti turbar“
  - Cantata in scena (Statira): „Ardo tacito amante e, il foco moi“ – … (d-Moll); für Viola all’Inglese (Viola da gamba) und Basso continuo
  - Aria breve (Statira): „L’adorar beltà, che piace“ – Largo (d-Moll); für Viola all’Inglese (Viola da gamba) und Basso continuo
  - Cadenza con Viola all’Inglese (Improvisation, nicht ausgeschrieben)
  - Rezitativ: „Così dicea… Mà chi dicea socì?“
  - Arie (Statira): „L’occhio, il labro, il seno, il core“ – Allegro (c-Moll); für Violinen I/II, Viola/Violoncello/Cembalo
- Szene 16 [15]. Rezitativ: „Niceno, io qui ne vengo“
  - Arie (Argene): „Affetti del cor mio non vi condanno“ – Allegro (E-Dur); für Violinen I/II, Viola, Violoncello und Cembalo
- Szene 17 [16]. Rezitativ: „L’ambizion d’Argene, e di Statira“
  - Arie (Niceno): „Qual’è à l’onte dè venti sul monte“ – Allegro (B-Dur); für zwei Oboen, Streicher und Basso continuo; vgl. Arsilda, regina di Ponto RV 700 II:13

Zweiter Akt
- Szene 1. Arioso (Dario): „Cessa Tiranno amor“ – Largo (a-Moll); für Basso continuo
  - Rezitativ: „Dario Vergine eccelsa; che di Statira apporti?“
- Szene 2. Rezitativ: „Signora. Tosto si reca un seggio“
  - Arie (Dario): „Placami la mia bella“ – Allegro (D-Dur); für Violinen I/II, Viola und Basso continuo
- Szene 3. Rezitativ: „Verrà nelle mie Stanze“
  - Arie (Argene): „Fermo scoglio in mezzo al mare in mezzo al mare“ – Allegro (F-Dur); für zwei Oboen, Streicher und Basso continuo; vgl. Arminio (Florenz 1725) RV Anh 127a.6, Confronto dell’amor conjugale (Prag 1727) RV Anh 127a.11 und Lucio Papirio (Neapel 1717) RV Anh 127a.25
- Szene 4. Rezitativ: „Com’è costei bizzara“
  - Arioso (Statira): „Dalle furie tormentata“ – Allegro (c-Moll); für Violinen I/II, Viola und Basso continuo
  - Rezitativ: „Ma dove? Alla Germana“
- Szene 5. Rezitativ: „Ben questo è mal, che non conosce il male“ (Libretto: „se non conosco“)
  - Arie (Flora): „Lo spietato crudo amore“ – … (F-Dur); für zwei Hörner, Streicher und Basso continuo
- Szene 6. Arioso (Dario, Oronte, Arpago): „Lampa eterna, eterna face“ – … (a-Moll); für Basso continuo
  - Accompagnato-Rezitativ (Oracolo): „Quello che la figlia maggior“ (Libretto: „Quel che la maggior Figlia“) – für Streicher und Basso continuo
  - Rezitativ: „I giusti miei consigli“
  - Arie (Oronte): „Non mi lusinga vana speranza“ – Larghetto (a-Moll); für Streicher und Basso continuo; vgl. Tito Manlio RV 738 II:1
- Szene 7. Rezitativ: „E là seder io deggio“
- Szene 8. Rezitativ: „Signora, Arpago io son, quello son io“
  - Arie (Arpago): „Mi và scherzando in sen“ – Allegro (a-Moll); für Violinen I/II und Basso continuo; vgl. Teuzzone RV 736 I:12; Heinrich der Vogler RV Anh 119
- Szene 9. Rezitativ: „La Principessa hò à fronte“
- Szene 10. Rezitativ: „Si, ma ’l nodo è ingiusto“
  - Arie (Statira): „Sereno il fosco nubilo“ (Libretto: „il tetro“) – Allegro (G-Dur); für Violinen I/II, Viola und Basso continuo
- Szene 11. Rezitativ: „Ferma mio ben, Statira“
  - Arie (Oronte): „Se fui contento“ – Allegro (A-Dur); für Streicher und Basso continuo
- Szene 12. Rezitativ: „E ancor amo l’ingrato?“
  - Arie (Alinda): „Io son quel augelletto“ – Allegro (c-Moll); für Violinen I/II, Viola und Basso continuo; vgl. Arsilda, regina di Ponto RV 700 I:5
- Szene 13. Arioso (Argene): „Dario amato, e dove sei?“ – … (g-Moll); für Basso continuo
- Szene 14 [13f]. Rezitativ: „Dario. Signora. Dario? ò lieto aviso“
- Szene 15 [14]. Rezitativ: „Vieni ed affretta il passo“
- Szene 16 [14f]. Rezitativ: „Dario sappi che amor già co’tuoi sguardi“
- Szene 17 [15]. Rezitativ: „Argene? Empia sorte“ (Libretto: „Empia sventura“)
  - Arie (Argene): „Sarà tua la bella sposa“ – Allegro (C-Dur); für Streicher und Basso continuo; vgl. Teuzzone RV 736 I:8
- Szene 18 [16]. Rezitativ: „Dà i primi albori al tramontar“
  - Arie (Statira): „Se palpitarti in sen“ – Allegro (E-Dur); für zwei Flöten, Violine I, Violine II gedämpft, Viola und Violoncello; vgl. Lucio Papirio (Neapel 1717) RV Anh 127a.25
- Szene 19 [17]. Rezitativ: „E così deludi, e mi schernisci?“ (Libretto: „E così mi lusinghi“)
  - Arie (Niceno): „Non lusinghi il core amante“ – Allegro (a-Moll); für Fagott und Viola; vgl. Armida al campo d’Egitto RV 699b II:1
- Szene 20 [18]. Rezitativ: „Nò nò, che mi rapisce il mio ben“
  - Arie (Dario): „Perderò perderò la bella mia“ – Allegro (D-Dur); für Streicher und Basso continuo

Dritter Akt
- Szene 1. Arioso (Oronte, Arpago): „Col fulgor di sacro alloro“ (Libretto: „Col splendor“) – … (D-Dur); für zwei Trompeten, Streicher und Basso continuo
  - Rezitativ: „Mà che miro? Che osservo?“
  - Arie (Arpago): „V’ubbidisco amate stelle“ (Libretto: „Ubbidisco“) – Andante (c-Moll); für Streicher und Basso continuo
- Szene 2. Rezitativ: „Cauti e eseguite or lo vedrai“ (Libretto: „Cauti e fidi eseguite. Or lo vedrai“)
  - Arie (Statira): „Sentirò fra ramo, e ramo, fra ramo, e ramo“ (fehlt im ersten Librettodruck) – Allegro (D-Dur); für Violine solo, Violoncello solo, Streicher und Basso continuo
- Szene 4 [3]. Rezitativ: „Pure al fin s’è partita“
- Szene 5 [4]. Rezitativ: „Lasciami. E ancor mi fuggi?“
  - Arioso (Alinda): „Se speri di bacciar que gl’occhi“ – Allegro (A-Dur); für Basso continuo
  - Rezitativ: „Ogni ragion ti cedo“
  - Arie (Argene): „Se pensi ch’io bacciar voglia“ – Allegro (G-Dur); für Basso continuo
  - Ritornell nach der Arie – … (G-Dur); für Streicher und Basso continuo
- Szene 6 [5]. Rezitativ: „Intendesti? Hò già inteso“
  - Arie (Alinda): „Amorosa la mia speme“ – Allegro (A-Dur); für Violinen I/II, Viola und Basso continuo
- Szene 7 [6]. Rezitativ: „Misera, e non s’avede“
  - Arie (Oronte): „Crudeltà che m’è Tiranna“ (Libretto: „m’è pietosa“) – Allegro (d-Moll); für Violinen I/II, Viola und Basso continuo; vgl. Juditha triumphans RV 644:43
- Szene 10 [7]. Rezitativ: „Son stanca; è l’orto ameno“
- Szene 11 [8]. Rezitativ: „Solo io rimasi: ardire“
- Szene 12 [9]. Rezitativ: „Tu più non sei Reina; il Gran Niceno“
- Szene 13 [10]. Rezitativ: „Trovai Flora colà nella boscaglia“ (Libretto: „per la boscaglia“)
  - Duett (Statira, Dario): „Pur t’abbraccio pur t’annodo dolce nodo“ (im Libretto andere Stimmenaufteilung; B-Teil in der Partitur gestrichen) – Allegro (G-Dur); für Streicher und Basso continuo
- Szene 14 [11]. Rezitativ: „Sola, ò populi, io resto“
- Szene 15 [12]. Rezitativ: „Vergina altera à non l’uccide Oronte?“
  - Arie (Alinda): „A me ceppi? A me catene?“ (B-Teil in der Partitur gestrichen) – Adagio (h-Moll); für Basso continuo
- Szene 16 [13]. Rezitativ: „E quai motivi improvisi?“
- Szene 17 [14]. Rezitativ: „Salva, ò Persi è Statira“
  - Arie (Argene): „Ferri, ceppi, sangue, morte“ – Presto (Es-Dur); für Streicher und Basso continuo
- Szene 18 „ultima“ [15]. Rezitativ: „Meritato castigo“
  - Chor (SATB unisono): „Rinforzi la gioia il suon delle trombe“ – … (C-Dur); für zwei Trompeten, Violinen I/II, Viola und Basso continuo

Nicht verwertete Stücke der Urfassung
- II:20. Arie (Dario): „Col furor ch’in petto io serbo“ – Allegro (e-Moll); für Violinen I/II, Violoncello solo und Basso continuo
- III:3. Rezitativ: „Ben eseguito è il tuo voler?“
- III:4. Arie (Dario): „Fido amante inogni“ – Andante (F-Dur); für Violinen I/II, Viola und Basso continuo (nur durchgestrichener Anfang und Schluss erhalten)
- III:10. Arie (Coriolo): „Quella bianca, e tenerina“ – Allegro (e-Moll); für Violinen I/II, Viola und Basso continuo
- III:12. Arie (Niceno?): „Mà non speri il tuo core“ – … (g-Moll); für Instrument? und Basso continuo (nur durchgestrichener Schluss erhalten)

## Aufnahmen
- 1984 – Gilbert Bezzina (Dirigent), Ensemble Baroque de Nice.
 John Elwes (Dario und Schatten Ciros), Gérard Lesne (Statira), Henri Ledroit (Argene), Michel Verschaeve (Niceno und Orakel), Isabelle Poulenard (Alinda und Arpago), Agnès Mellon (Oronte), Dominique Visse (Flora).
 Studioaufnahme; Einrichtung von Gilbert Bezzina, leicht gekürzt.
 Harmonia mundi HMC 901235.37 (CD), HMC 1235.37 (LP).[16]
- 5. Juli 2013 – Ottavio Dantone (Dirigent), Accademia Bizantina.
 Anders Dahlin (Dario), Kristina Hammarström (Statira), Delphine Galou (Argene), Riccardo Novaro (Niceno), Roberta Mameli (Alinda), Franco Fagioli (Oronte), David DQ Lee (Arpago), Giuseppina Bridelli (Flora).
 Live aus dem Cour des Hospices de Beaune.
 Übertragung auf France Musique, im Radio SRF 2 Kultur und im RTBF.[17][11][12]
- September 2013 – Ottavio Dantone (Dirigent), Accademia Bizantina.
 Anders Dahlin (Dario), Sara Mingardo (Statira), Delphine Galou (Argene), Riccardo Novaro (Niceno), Roberta Mameli (Alinda), Lucia Cirillo (Oronte), Sofia Soloviy (Arpago), Giuseppina Bridelli (Flora).
 Live aus dem Konzerthaus Die Glocke in Bremen; Ausgabe von Stefano Aresi (erster Akt) und Giovanni Andrea Secchi (zweiter und dritter Akt).
 Naïve OP 30553, Tesori del piemonte vol. 58.[13]
- 2017 – Ottavio Dantone (Dirigent), Orchester des Teatro Regio di Torino.
 Carlo Allemano (Dario), Sara Mingardo (Statira), Delphine Galou (Argene), Riccardo Novaro (Niceno), Roberta Mameli (Alinda), Lucia Cirillo (Oronte), Veronica Cangemi (Arpago), Romina Tomasoni (Flora), Cullen Gandy (Schatten Ciros und Orakel).
 Video; live aus dem Teatro Regio in Turin.
 Fernsehübertragung auf Rai 5.[18]